# Bản vá (điện toán)
Bản vá (tiếng Anh: patch) là dữ liệu dùng để sửa đổi một tài nguyên hiện có trên máy tính, chẳng hạn như một chương trình hoặc tập tin, mục đích thường là để khắc phục các lỗi và lỗ hổng bảo mật. Bản vá có thể được tạo ra để bổ sung tính năng, cải thiện tính khả dụng hoặc hiệu năng. Bản vá thường được nhà cung cấp phát hành để cập nhật phần mềm của họ. Có thể tạo bản vá một cách thủ công, nhưng bình thường một bản vá được tạo từ một công cụ so sánh hai phiên bản của tài nguyên và sinh ra dữ liệu dùng để chuyển một phiên bản thành phiên bản kia.
Thông thường, một bản vá phải được áp dụng vào chính xác phiên bản cần sửa đổi, dù vậy vẫn có những trường hợp ngoại lệ. Một số công cụ vá có khả năng xác định phiên bản hiện tại của tài nguyên và áp dụng bản vá phù hợp, ngay cả khi nhiều phiên bản được hỗ trợ. Khi ngày càng có nhiều bản vá được phát hành, kích thước tổng thể của chúng có thể tăng lên đáng kể, đôi khi vượt qua kích thước của chính tài nguyên được vá. Để khắc phục vấn đề này, có thể hạn chế số lượng phiên bản được hỗ trợ hoặc cung cấp một bản sao hoàn chỉnh của tài nguyên.
Tác vụ vá cho phép sửa đổi một chương trình đã biên dịch (mã máy) khi mã nguồn không có sẵn. Điều này đòi hỏi sự hiểu biết sâu sắc về cách hoạt động bên trong của mã đã biên dịch mà sẽ là một thách thức nếu không có quyền truy cập vào mã nguồn. Việc vá cũng cho phép thay đổi chương trình mà không cần dựng lại từ mã nguồn. Đối với những thay đổi nhỏ, việc phát hành bản vá có thể hiệu quả hơn về mặt kinh tế so với phát hành tài nguyên hoàn chỉnh. 
Mặc dù mục đích là giải quyết vấn đề hiện có, một bản vá tệ có thể dẫn đến những vấn đề mới (xem thoái triển phần mềm). Trong một số trường hợp bản cập nhật có thể làm hỏng tính năng hoặc vô hiệu hoá thiết bị theo hướng đã biết trước, chẳng hạn bằng cách loại bỏ thành phần mà nhà cung cấp bản cập nhật không còn giấy phép sử dụng. Quản lý bản vá là một phần của việc quản lý vòng đời, và là quá trình lên chiến lược và kế hoạch cung cấp bản vá xác định cho một hệ thống tương ứng tại một thời điểm cụ thể. Một bản vá thường được áp dụng bởi một trình cài đặt vào thiết bị lưu trữ và sẽ có hiệu quả vĩnh viễn. Bản vá cũng có thể được áp dụng vào bộ nhớ bởi một lập trình viên thông qua các công cụ như trình gỡ lỗi, trong trường hợp này thay đổi sẽ bị mất khi tài nguyên được tải lại từ thiết bị lưu trữ.